# آلیاژ آهن نیکل

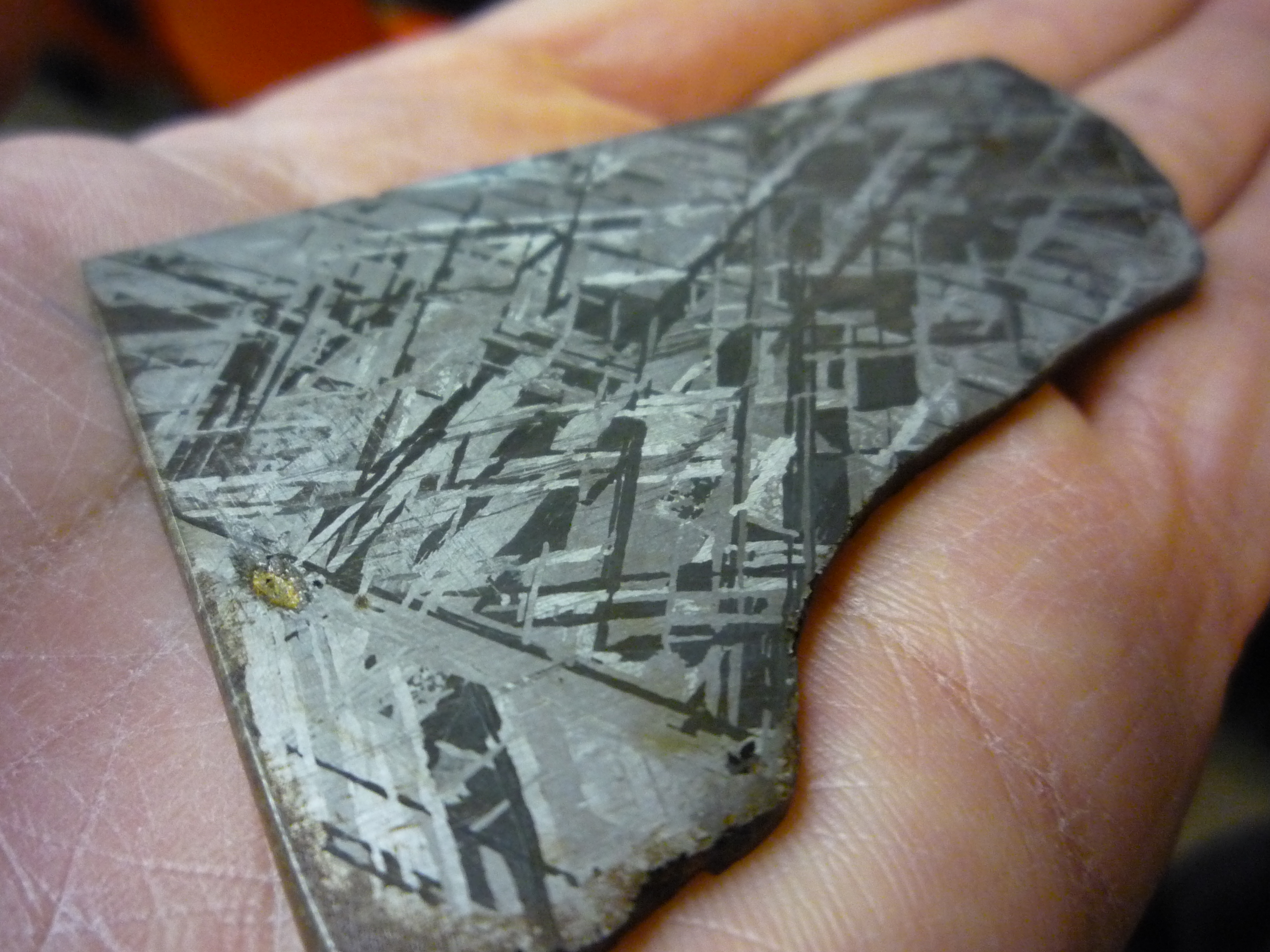
الگوی ویدمن‌اشتاتن در آلیاژ آهن نیکل در کریستال‌های هشت‌ضلعی شهاب‌سنگ

آلیاژ آهن-نیکل (انگلیسی: Iron–nickel alloy) یا آلیاژ نیکل آهن با نام اختصاری FeNi یا NiFe گروهی از آلیاژها است که عمدتاً از عناصر نیکل (Ni) و آهن (Fe) تشکیل شده‌است. این ماده اصلی تشکیل دهندهٔ هسته‌های سیاره‌ای «آهنی» و شهاب‌سنگ‌های آهنی است. مخفف NiFe به واکنش‌های شیمیایی مختلفی اشاره دارد که شامل یک کاتالیزور یا جزء آهن نیکل می‌شود، یا در زمین‌شناسی، به ترکیب کلی هسته‌های سیاره‌ای (از جمله زمین) اشاره می‌کند.
برخی از آلیاژهای آهن نیکل فولاد نیکل نامیده می‌شوند و معمولاً بسته به هدف مورد نظر حاوی عناصر افزوده‌ای هستند.

## نجوم و زمین‌شناسی
آهن و نیکل فراوان‌ترین عناصری هستند که در مرحله نهایی سنتز هسته ستارگان در ستارگان پرجرم تولید می‌شوند. عناصر سنگین‌تر به شکل‌های دیگری از سنتز هسته نیاز دارند، مانند هنگام ادغام ابرنواختر یا ستاره‌های نوترونی.آهن و نیکل فراوان‌ترین فلزات در شهاب سنگ‌های فلزی و در هسته‌های فلزی متراکم سیاراتی مانند زمین هستند.
آلیاژهای نیکل-آهن به‌طور طبیعی در سطح زمین به صورت آهن تلوریک یا آهن شهاب سنگی وجود دارند.

## ویژگی شیمیایی و فناوری
میل ترکیبی اتم‌های نیکل با (عدد اتمی ۲۸) برای آهن (عدد اتمی ۲۶)، به وجود آلیاژهای طبیعی آهن نیکل و تعداد زیادی آلیاژ تجاری منجر شده که یک محیط الکترونی پیچیده برای کاتالیز کردن واکنش‌های شیمیایی فراهم کرده‌است.